# Pawieł Kazłouski
Pawieł Pauławicz Kazłouski (białorus. Павел (Павал) Паўлавіч Казлоўскі, ros. Павел Павлович Козловский – Pawieł Pawłowicz Kozłowski), ur. 9 marca 1942 w Waukani k. Prużan – generał Armii Radzieckiej pochodzenia białoruskiego, polityk białoruski.
Absolwent Akademii Wojskowej im. M. Frunzego i Akademii Sztabu Generalnego. W latach 1992–1994 był ministrem obrony Republiki Białorusi. Po odejściu ze stanowiska wstąpił do Zjednoczonej Partii Obywatelskiej.